# Rio Lignon du Velay
O rio Lignon du Velay é um rio localizado na França. Nasce em Velay, entre Chaudeyrolles e Saint-Front no departamento de Haute-Loire e é afluente do rio Loire pela sua margem direita.
Não deve ser confundido com o rio Lignon du Forez, que é um afluente do Loire pela margem esquerda.

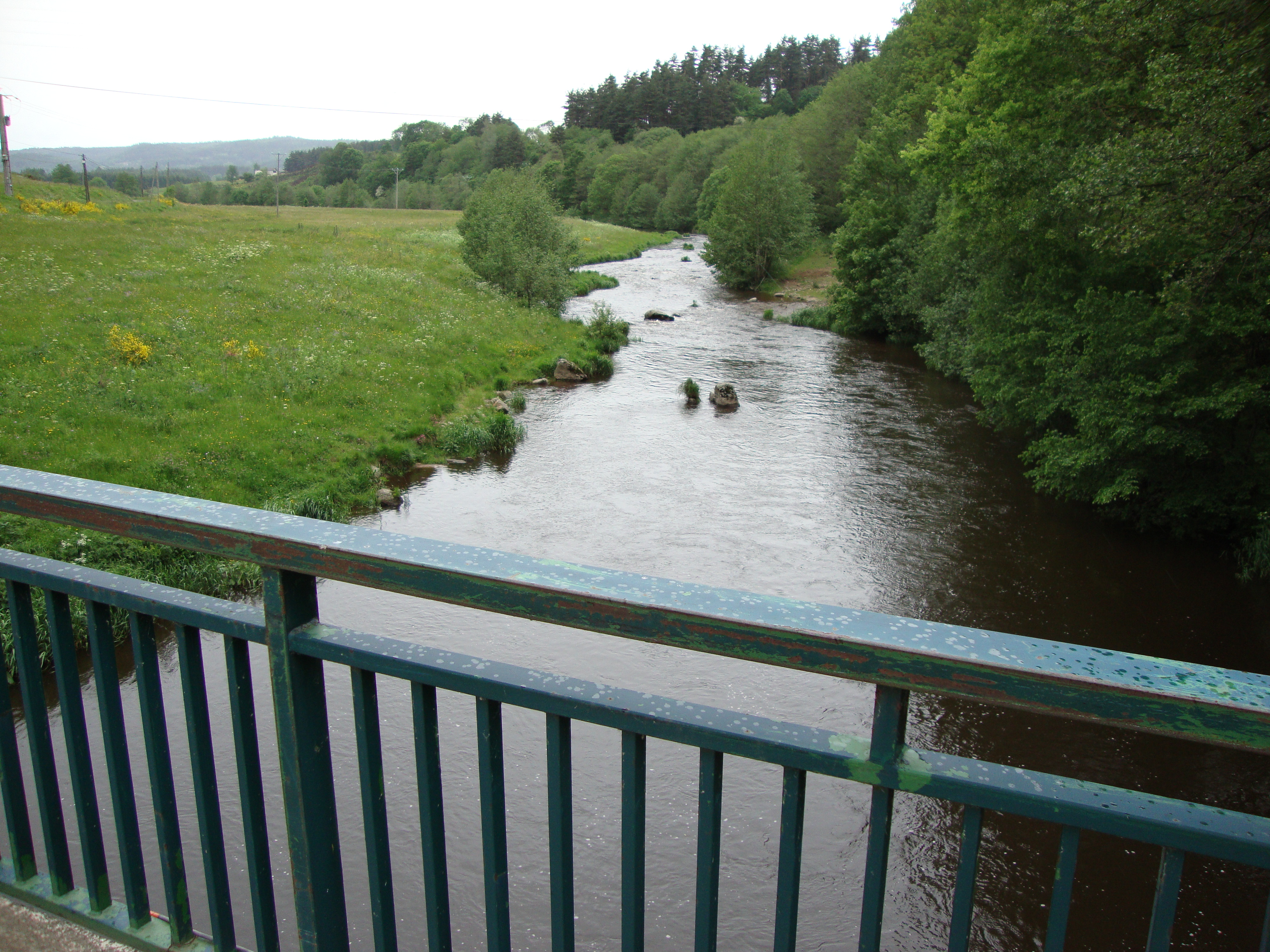
O Lignon du Velay em La Papeterie, Tence

O rio Lignon du Velay nasce na encosta norte da Croix de Peccata, no maciço de Mézenc (Monts du Vivarais).
Tem 85,1 km de comprimento, e entre os seus afluentes estão:
- rio Sérigoule
- rio Auze
- rio Dunière

Entre as comunas que atravessa encontram-se:
- Fay-sur-Lignon
- Le Chambon-sur-Lignon
- Tence